# Näs herrgård
Denna artikel handlar om herrgården i Norrtälje kommun. För andra gårdar med namnet Näs, se Näs (olika betydelser)

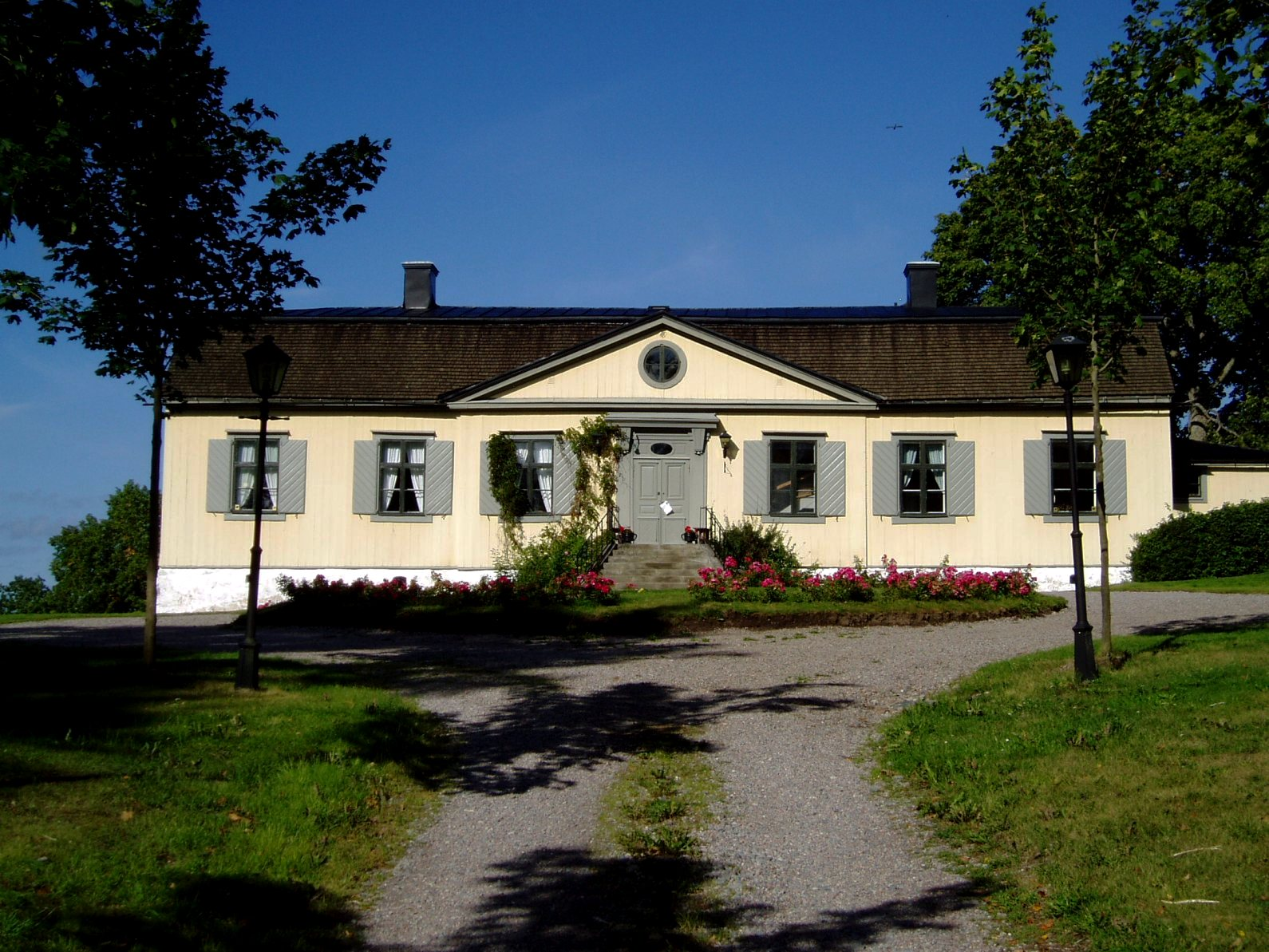
Näs herrgård

Näs herrgård är ett gods beläget vid sjön Sparren i Rö socken i Norrtälje kommun i Uppland. Näs har under en längre tid varit herrgård. Borgmästaren i Stockholm, Hans Nilsson Benick fick 1624 Näs i donation av Gustaf II Adolf. Sonen, hovrådet Gustaf Taubenfelt, köpte sedan gården av sin mor, Sigrid Berkhelt. Hans son, Hans Casper Taubenfelt dog 1676. Sedan bytte gården ägare ett flertal gånger och var under perioder i släkterna Douglas och Mannerheims ägo. Krigsrådet, sedermera statssekreteraren Carl Eric Wadenstierna köpte Näs 1773 och lät uppföra dagens huvudbyggnad 1773-1775. Gården övergick på 1800-talet i släkten Silfverstolpes ägo.
På gården förvarades länge originalnoter från Joseph Haydn, som var vän till ägarfamiljen, Wadenstierna.

## Vidare läsning

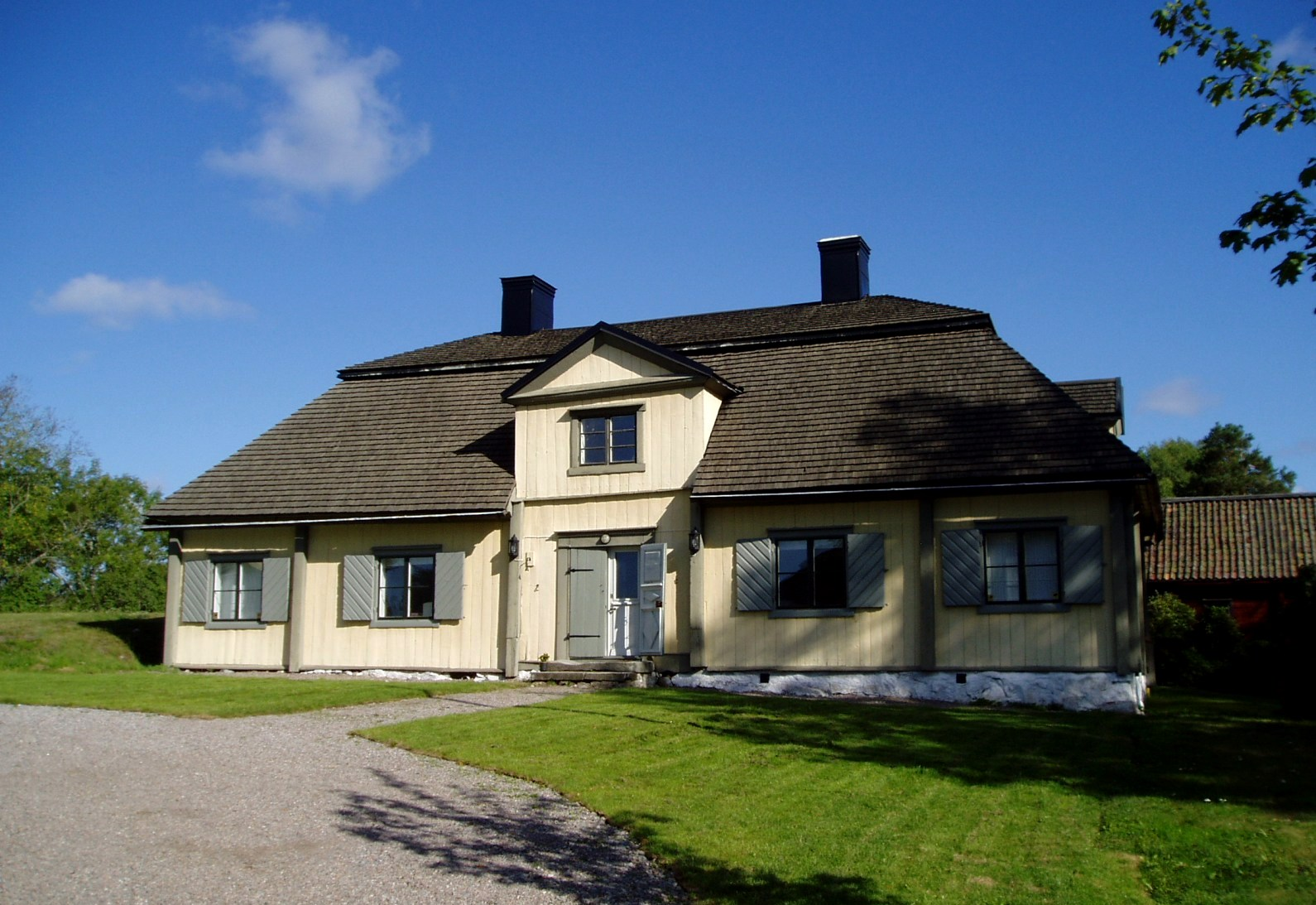
En av flygelbyggnaderna
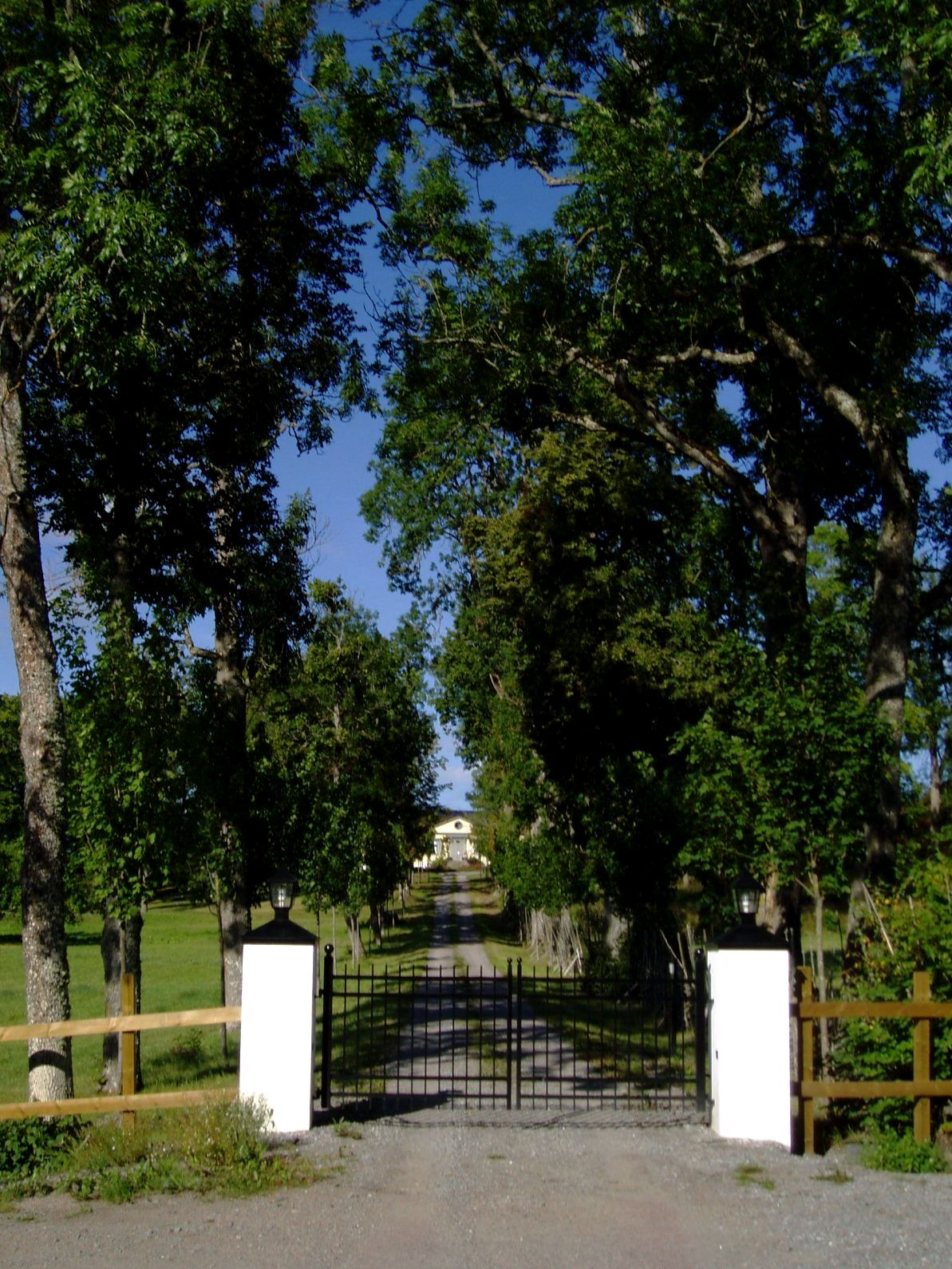
Allén mot gården
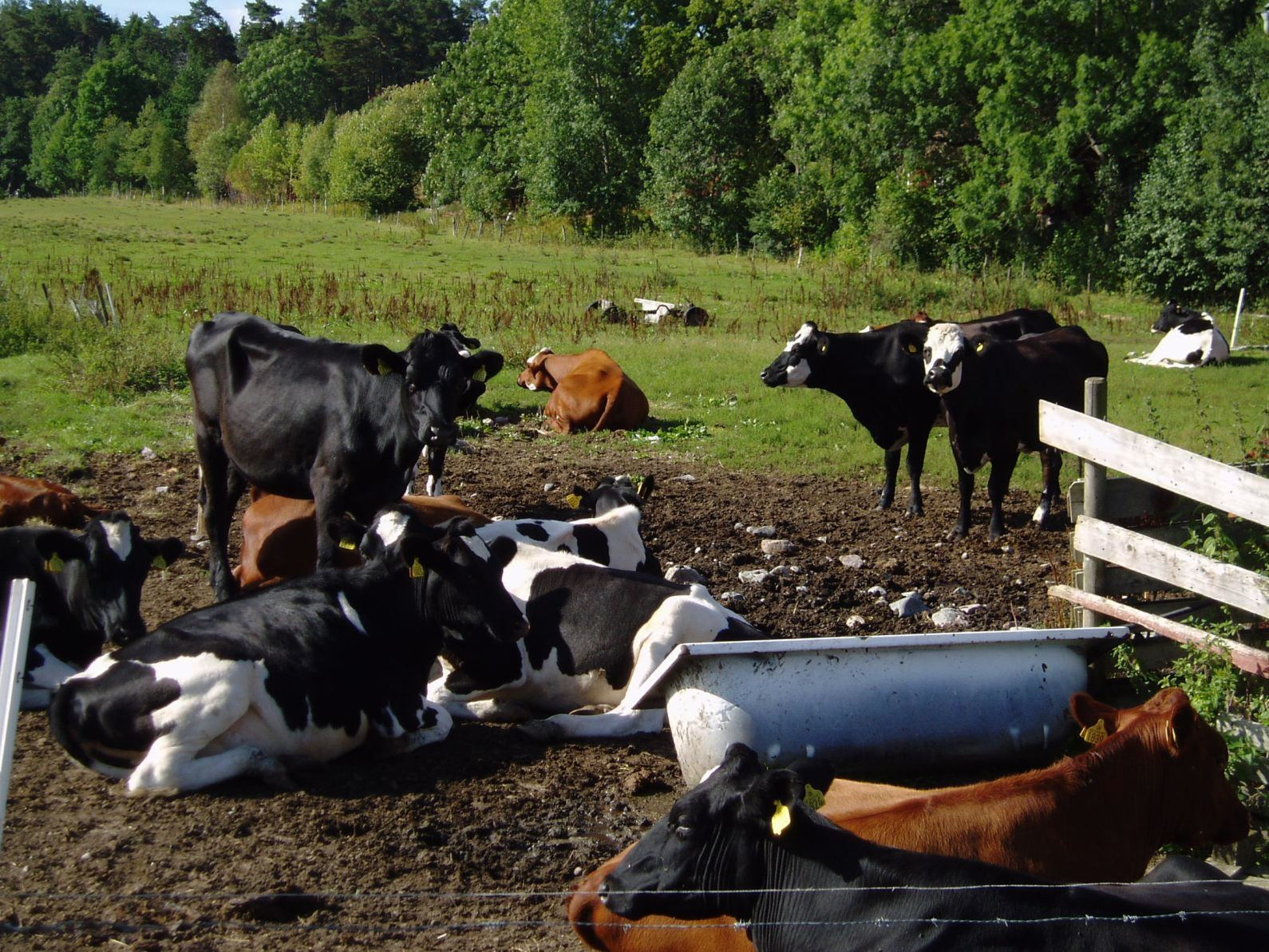
Nötkreatur vid ladugården